# Фалун
Фа́лун (швед. Falun) — город в Швеции, административный центр лена Даларна. Фалун — 28-й по населению город Швеции с 37 291 (2010) жителем.
В 2001 г. город и бывшая медная шахта объявлены ЮНЕСКО Всемирным наследием.

## История
Город возник возле медного рудника и многие века полностью зависел от добычи меди. Предполагается, что деятельность на шахте началась в XI веке, но есть основания чтобы предложить, что медную руду добывали уже в VIII веке.
Медный рудник Фалуна долгие годы служил основой экономического благосостояния Швеции, позволив ей превратиться в XVI веке в ведущую европейскую державу. В XVII веке Фалун был вторым по величине городом Швеции после Стокгольма с населением 6 000 жителей. В Фалуне в это время добывалось 2/3 мировой меди.
В 1687 году на руднике произошёл большой обвал (швед.), о котором рассказывается в новелле Э. Гофмана «Фалунские рудники», и с тех пор значение медной добычи в Фалуне постепенно снижалось, несмотря на редкие оживления, вплоть до закрытия рудника в 1992 году из-за исчерпания запасов руды.
Статус города Фалун получил от будущей королевы Кристины в 1641 году. Исторически разделён рекой Фалюон (швед.) на две части — «тяжкую» и «сладкую». В первой вследствие близости рудника и мест обработки руды была достаточно плохая экологическая обстановка, вплоть до отсутствия растительности из-за загрязнения почвы, и жили в этой части города только бедные рудокопы.
В XVIII-XIX веках население города неуклонно росло, чему способствовало появление железной дороги в 1859 году.

## География
Город расположен в центральной Швеции, в 230 км к северо-западу от Стокгольма. Площадь города 12,2 км², в т. ч. суши 11,3 км².
Разделён надвое рекой Фалюон (швед. Faluån). Окружён озёрами Варпан (швед. Varpan) на севере, Рунн (швед. Runn) на юго-востоке и Веллан (швед. Vällan) на юго-западе. Озёра Эстанфош (швед. Östanfors) находятся в черте города.
Через город проходит европейский маршрут E16 Евле — Осло.

## Герб города
Представляет собой изображение трёх символов «зеркало Венеры» над изображением городской стены. Три знака Венеры символизируют трёх женщин-основательниц этого города.

## Экономика
Промышленность: лесопромышленная (завод Стора Энсо), бумажная, машиностроение (муфты Деллнер), электротехническая (завод Эриксон Кэйблс), медицинская (завод Седерут), химическая.
Бренды:
- краска по дереву Фалунская красная, Фалу рёдфэрй (швед. Falu rödfärg), производимая только с использованием материалов с медного рудника Фалуна
- ржаной хлеб Фалу рог-рут (швед. Falu råg-rut)
- колбаса Фалукорв (швед. Falukorv)

## Образование
В городе расположен университет Даларна (основан в 1977 г.) и кампус при нём. Университет, 2010 г.: более 18 000 студентов (с подразделением в Бурлэнге), 700 сотрудников, более 60 программ обучения, 16 из которых находятся на уровне магистра, и 1 330 курсов. Направления курсов и программ — музыка, медиа и дизайн. Также обучение для медсестёр, акушерок, учителей, социологов, социальных работников, музыкальных, кино и теле продюсеров.
Музыкальная консерватория (1967 г.) — одна из ведущих школ для музыкантов. Обучение классической музыке, джазу, народной музыке, композиции и танцам. Высшее и дополнительное образования. Единственная средняя школа в стране со специально разработанной программой обучения классической музыке.
Действует четыре гимназии.

## Культура, искусство, достопримечательности

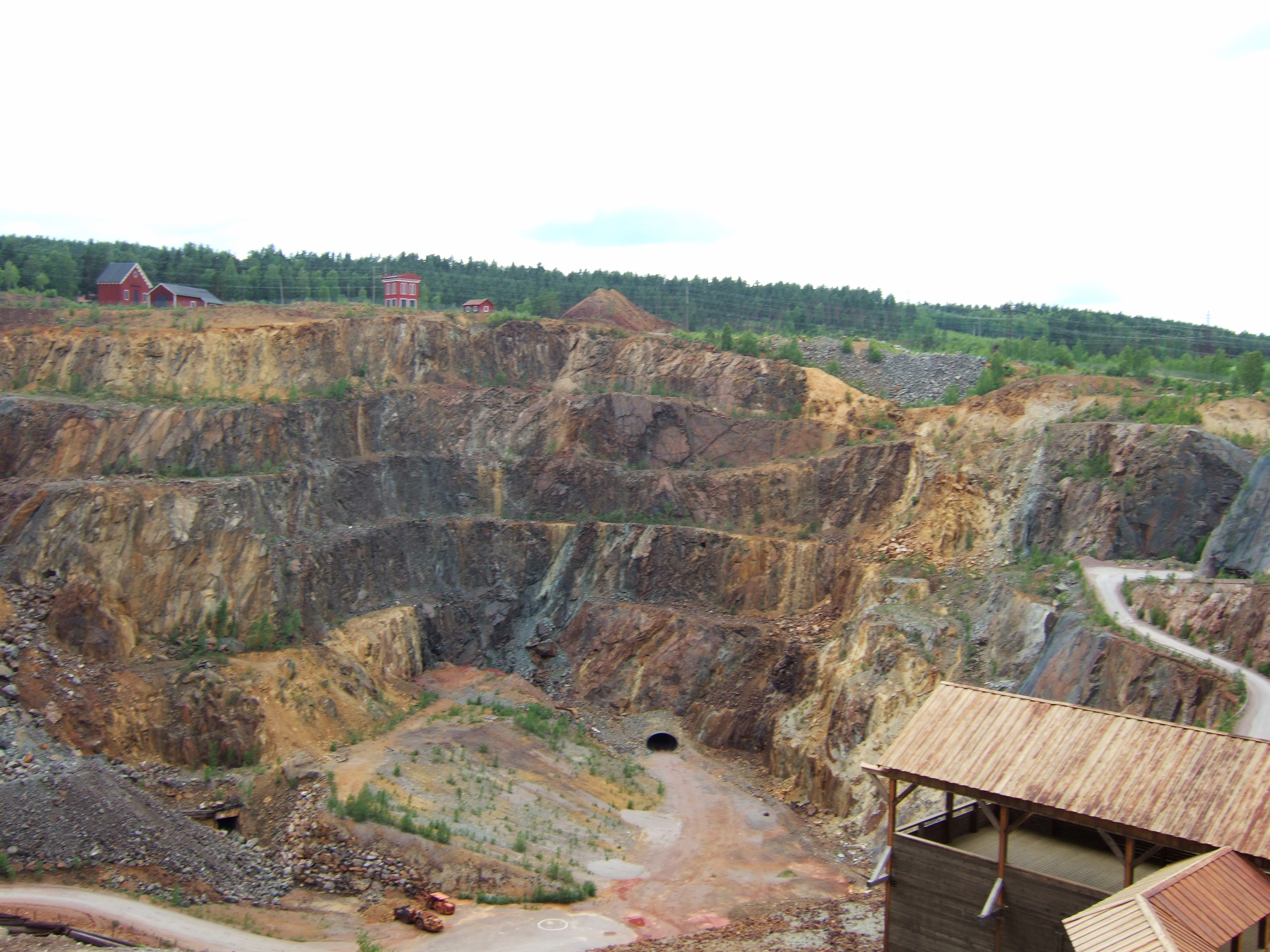
Провал, образовавшийся в 1687 году

Памятник Всемирного наследия «Горнопромышленный район Большой Медной горы в Фалуне» образуют следующие объекты:
- Медный рудник в горе Стура-Коппарберг
- Заводы выплавки меди, цинка и выработки медного купороса
- Индустриальный пейзаж вокруг рудника
- Жилые дома шахтёров
- Кирха Стура-Коппарберг конца XV в.
- Центральная площадь с кирхой св. Кристины и ратушей

В городе действуют несколько музеев, в том числе Музей рудника Фалун и горного дела, Краеведческий музей лена Даларна, Купеческий дом-музей, Старая усадьба, Музей истории медицины, Железнодорожный музей, Военный музей полка Дала, Музей спорта. На территории коммуны также есть музеи.
В городе существует камерный оркестр. Проводятся (непериодически) музыкальные фестивали народной музыки и рок-музыки. С недавнего времени ежегодно в конце лета проходит внежанровый музыкальный благотворительный фестиваль «Бабушка переходит улицу».
Театр в Народном доме, библиотеки, музыкальные и танцевальные коллективы разных жанров, церковные хоры, художественные выставки.
В Фалуне длительное время жила и работала Сельма Лагерлёф, здесь ею написано, среди прочего, «Чудесное путешествие Нильса с дикими гусями».
Родной город шведской хэви-пауэр-металл группы «Sabaton».

## Спорт и отдых
Город является центром лыжных видов спорта. В спортивном комплексе «Лугнет» были проведены чемпионаты мира по лыжным видам спорта 1954, 1974, 1993 и 2015 годов.
Муниципалитет вкладывает большие средства в спортивные сооружения и стремится создать образ Фалуна как спортивного города,
Спортивный комплекс «Лугнет»: крытый плавательный бассейн, лыжные трассы, трамплины для прыжков на лыжах, крытые катки для катания и для кёрлинга, хоккейная площадка, крытые теннисные корты, легкоатлетический стадион, тренажёрный зал, большой крытый спортивный зал, кемпинг, спортивная школа.
В городе есть спортивный зал с тренажёрами, сквош-залы, открытый бассейн с горкой, конюшня с прокатом лошадей для верховой езды, пляжи и рыбалка на озёрах.
На территории коммуны также есть места для спорта и отдыха, в т. ч. три горнолыжных курорта.

## Виды

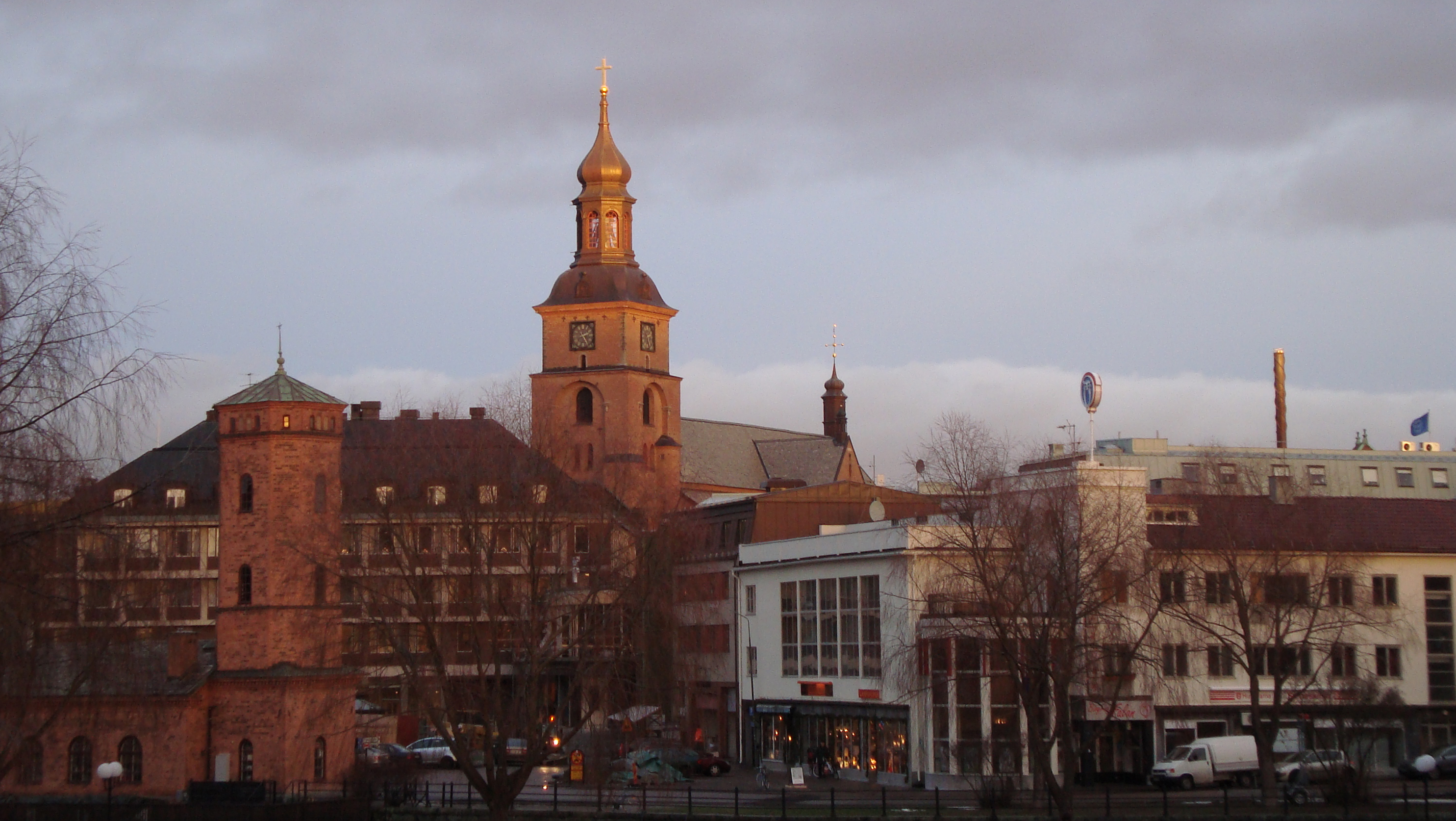
Вид на город
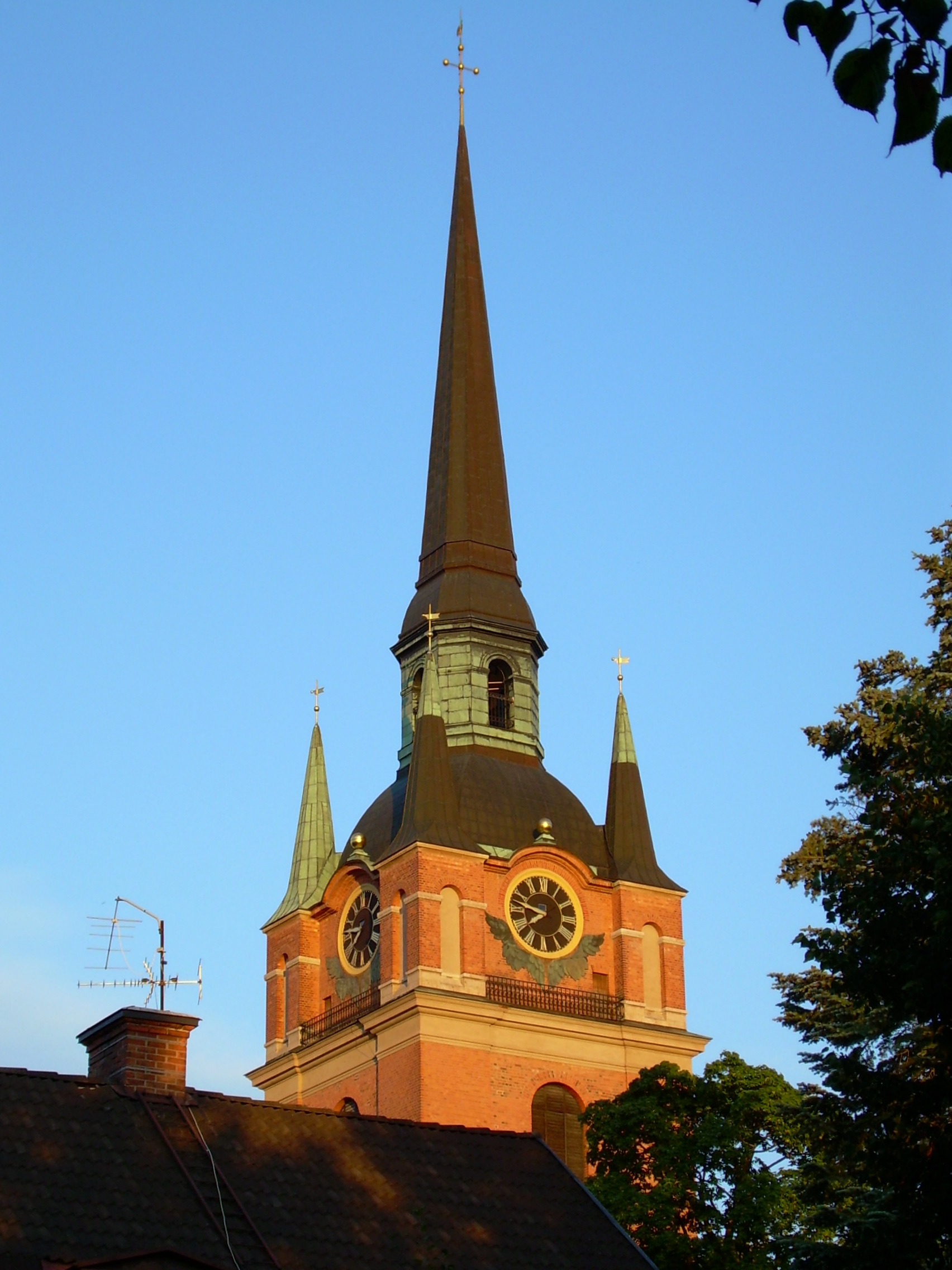
Колокольня кирхи Стора Коппарберг, конец XVв.
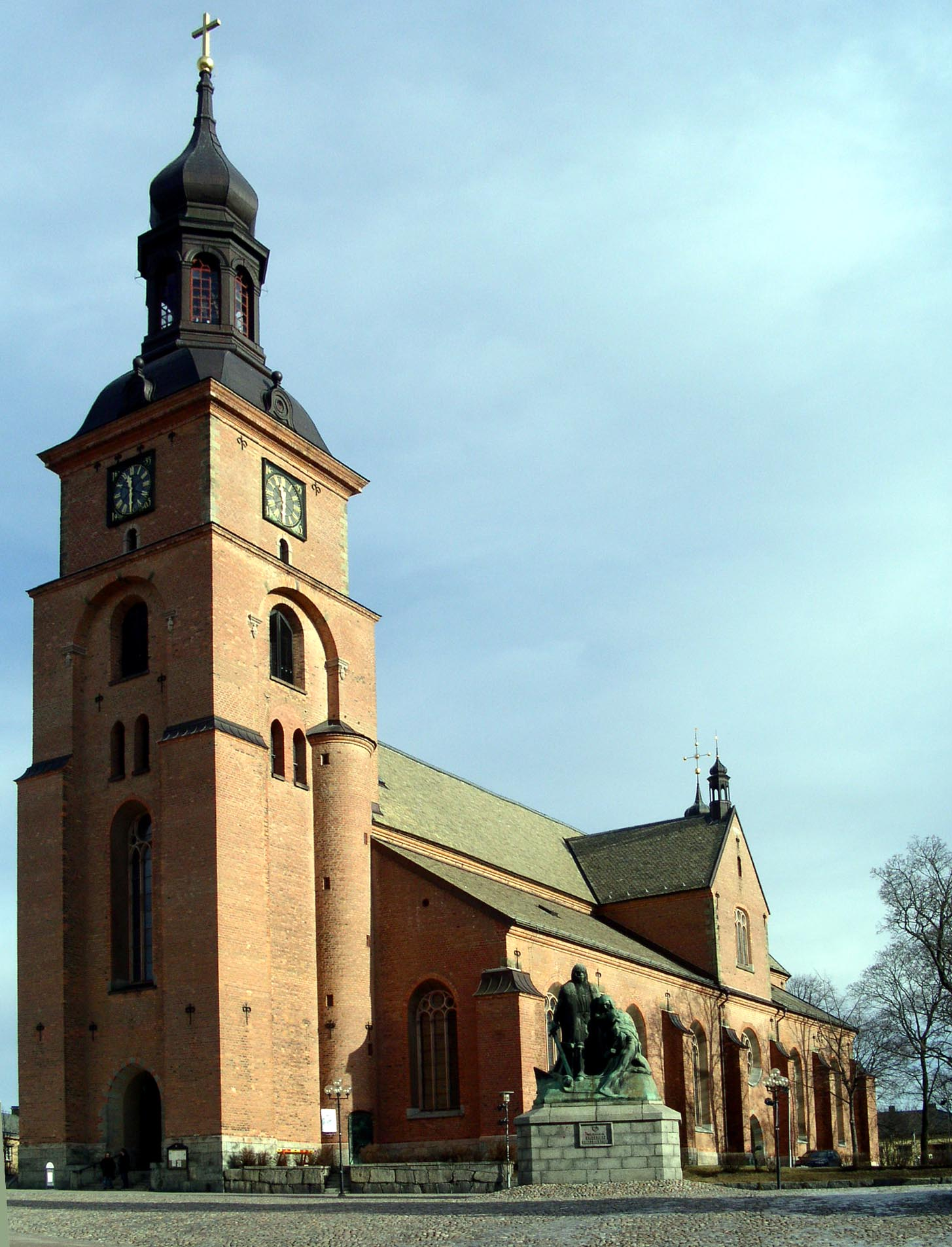
Кирха св. Кристины, 1660
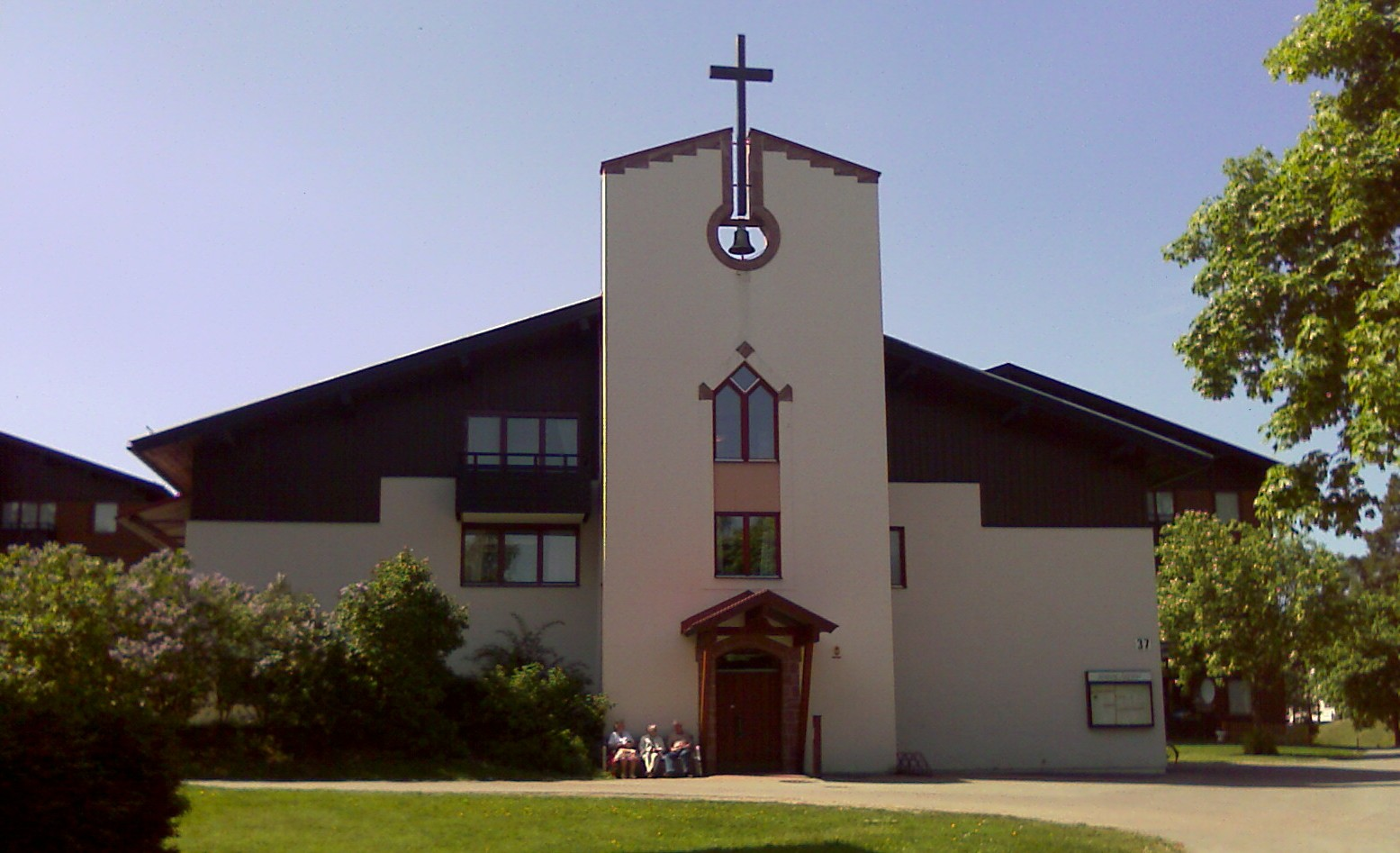
Часовня св. Анны
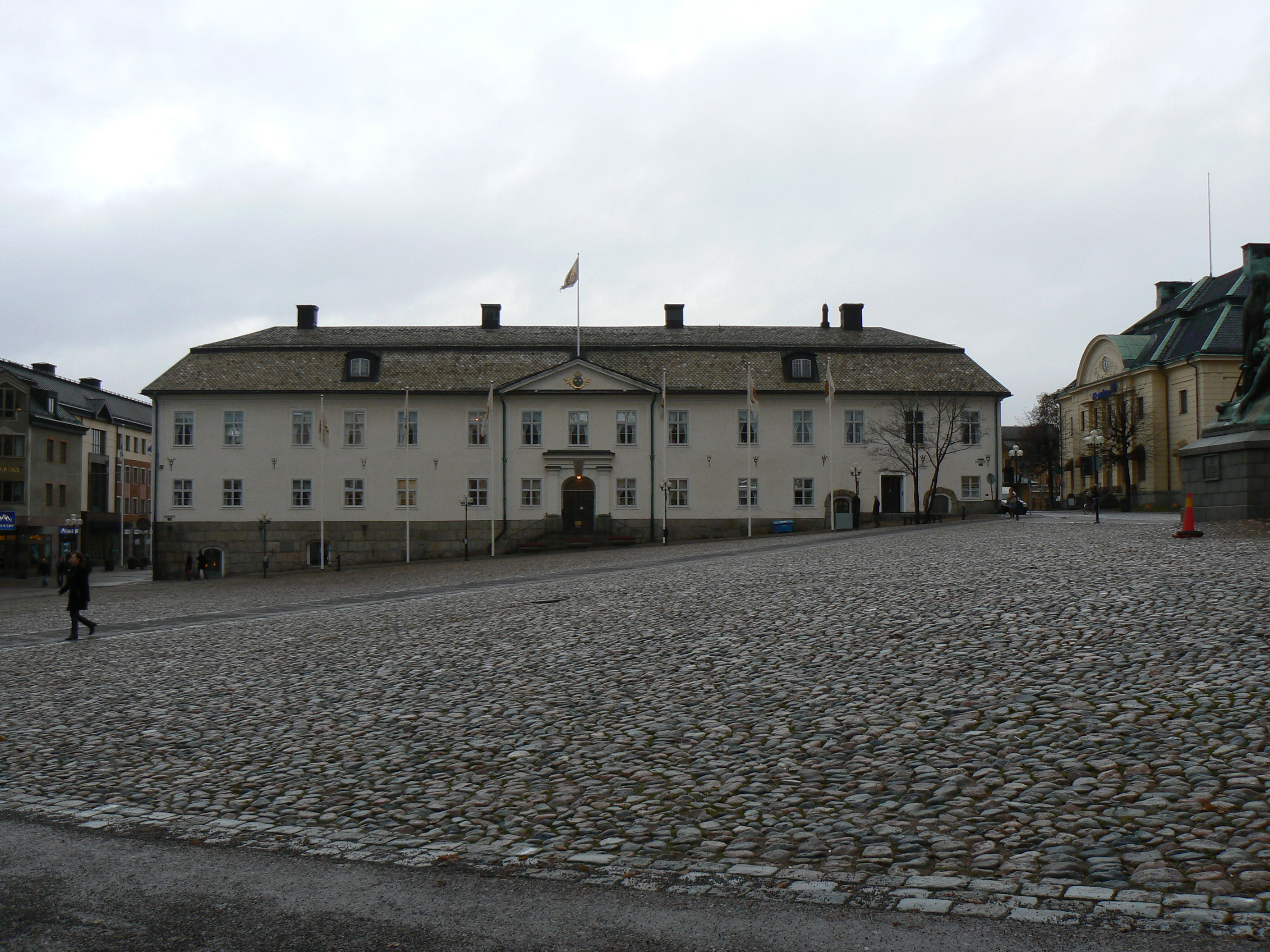
Площадь Большая (центральная)
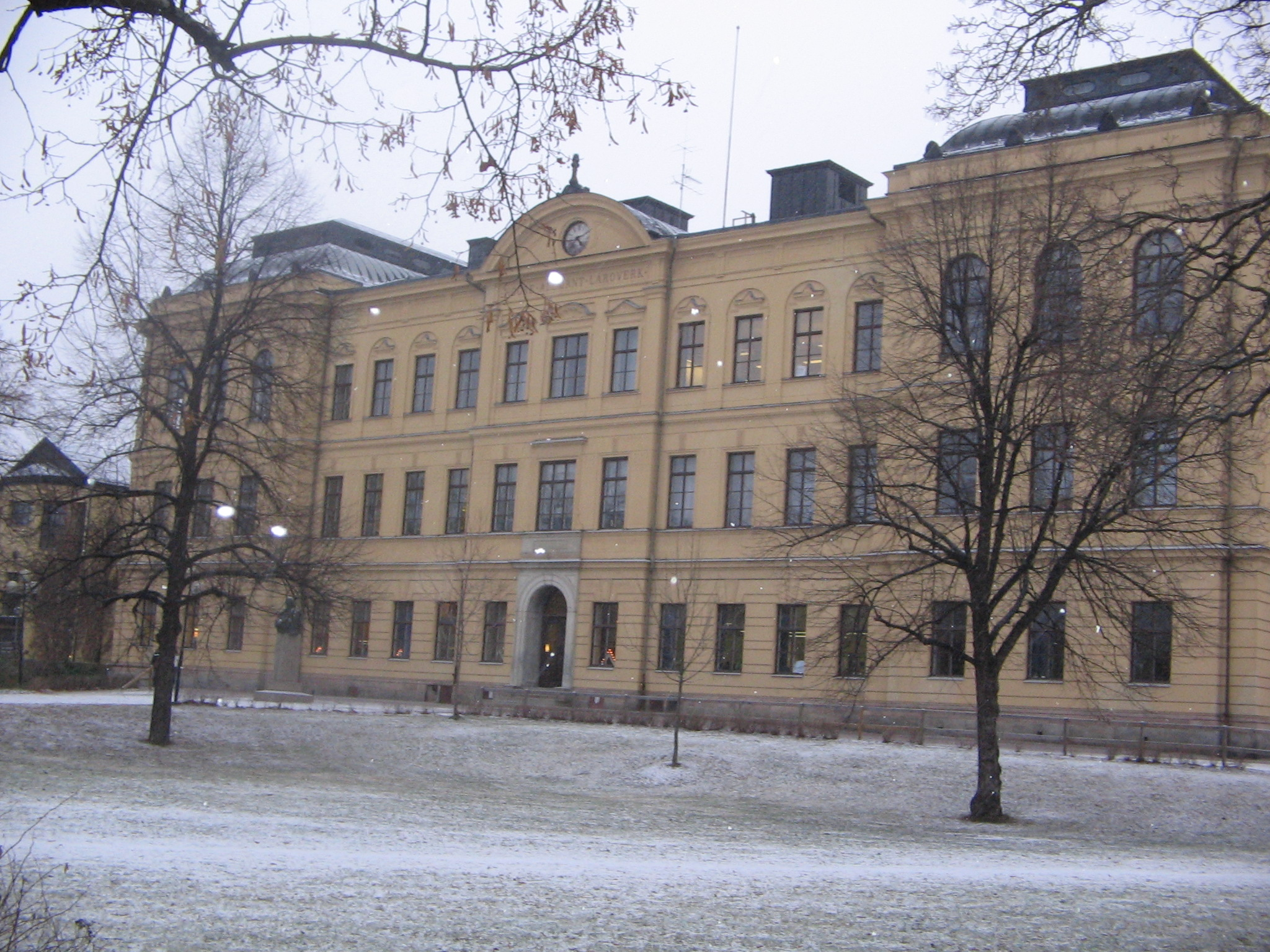
Гимназия королевы Кристины
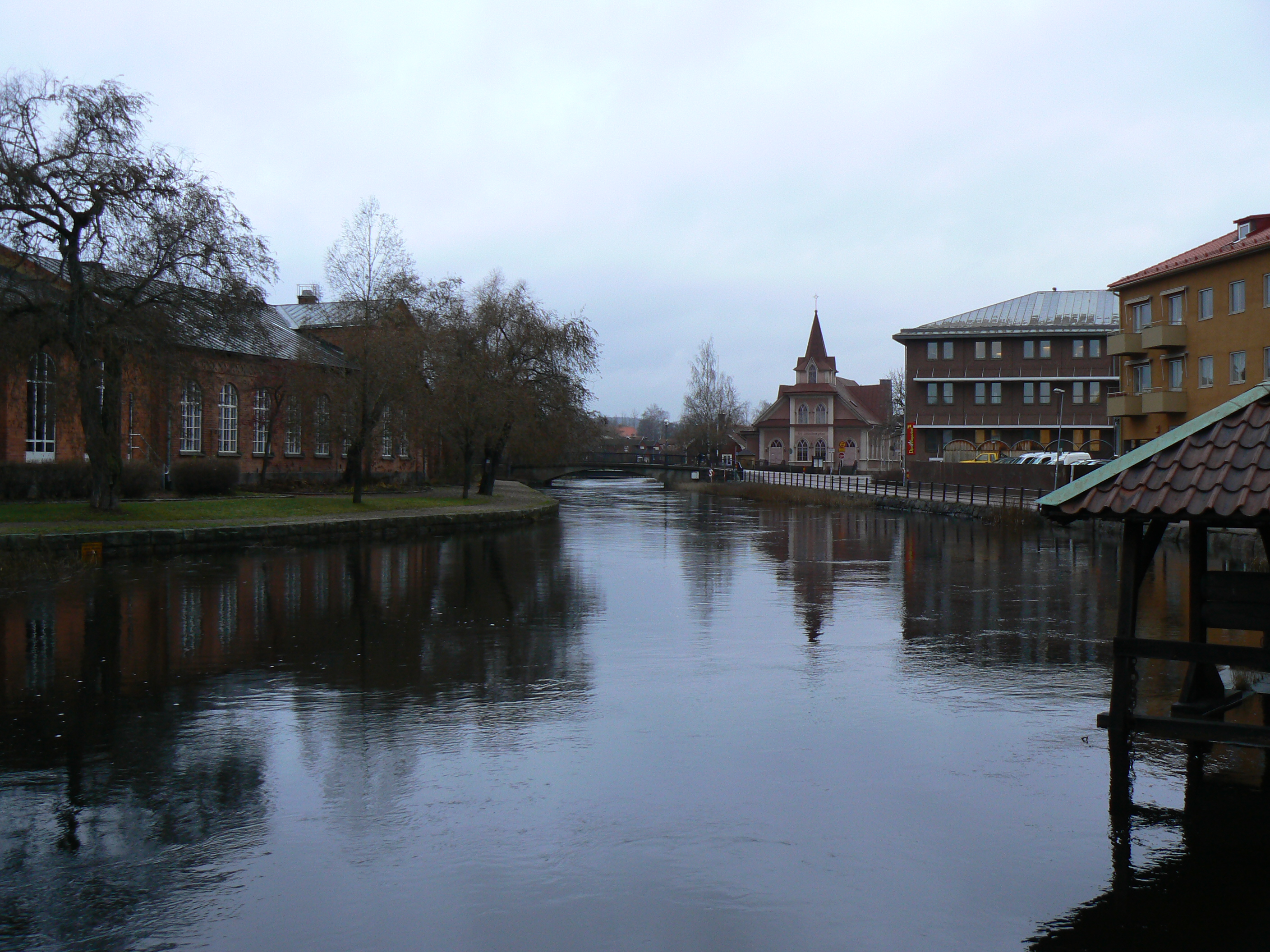
Набережные Фалюон в центре города
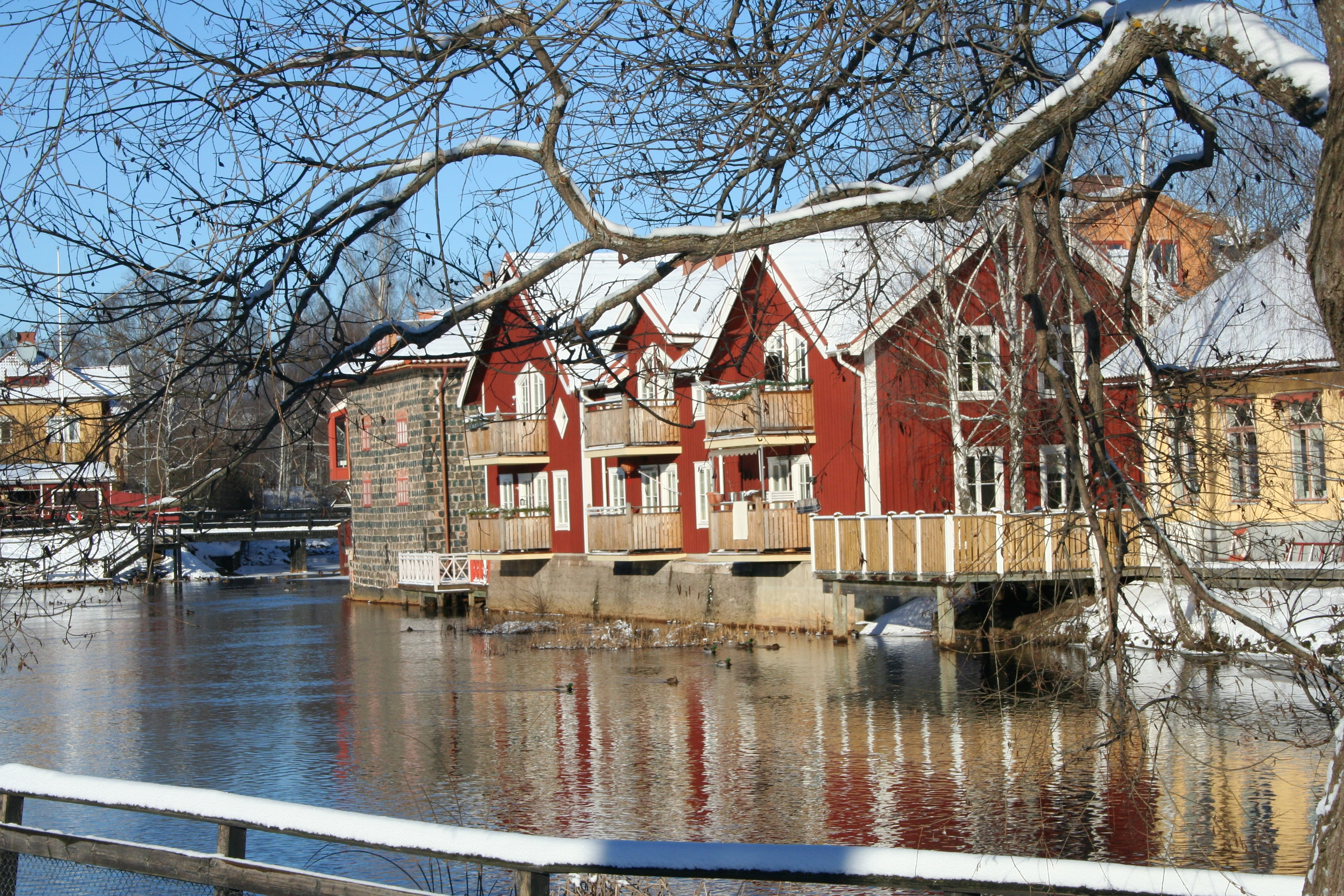
Набережная реки Фалюон
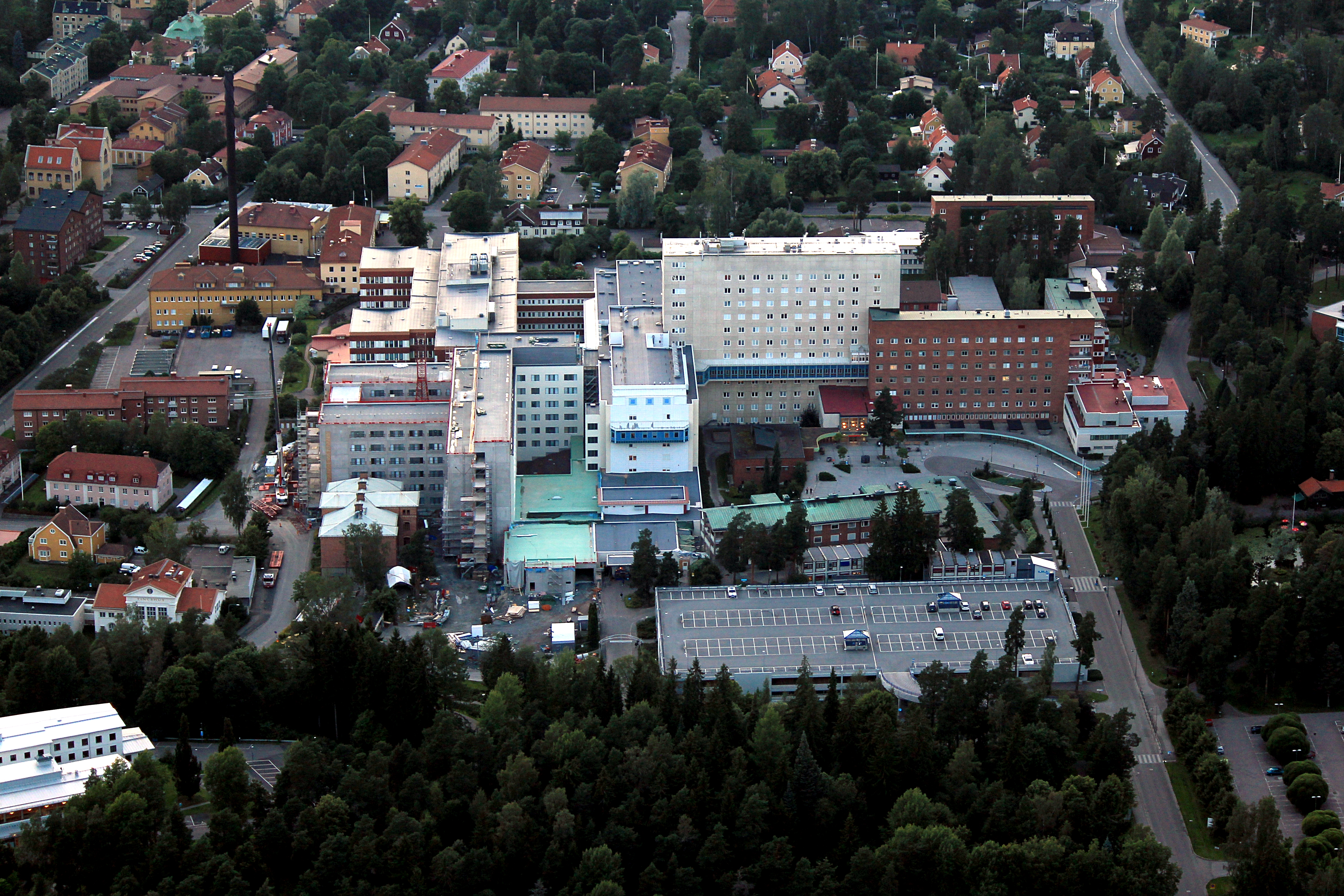
Больница
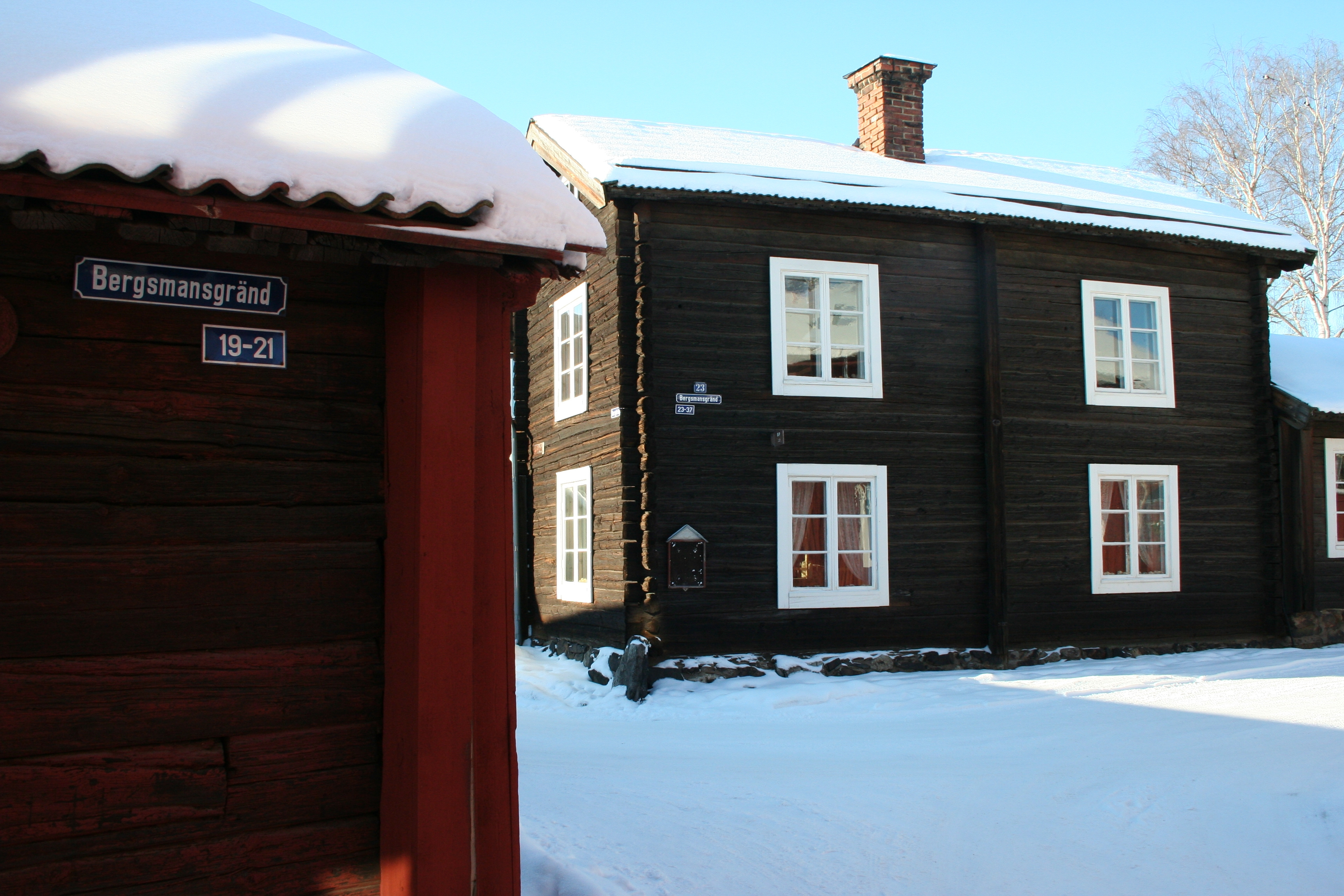
Старая усадьба
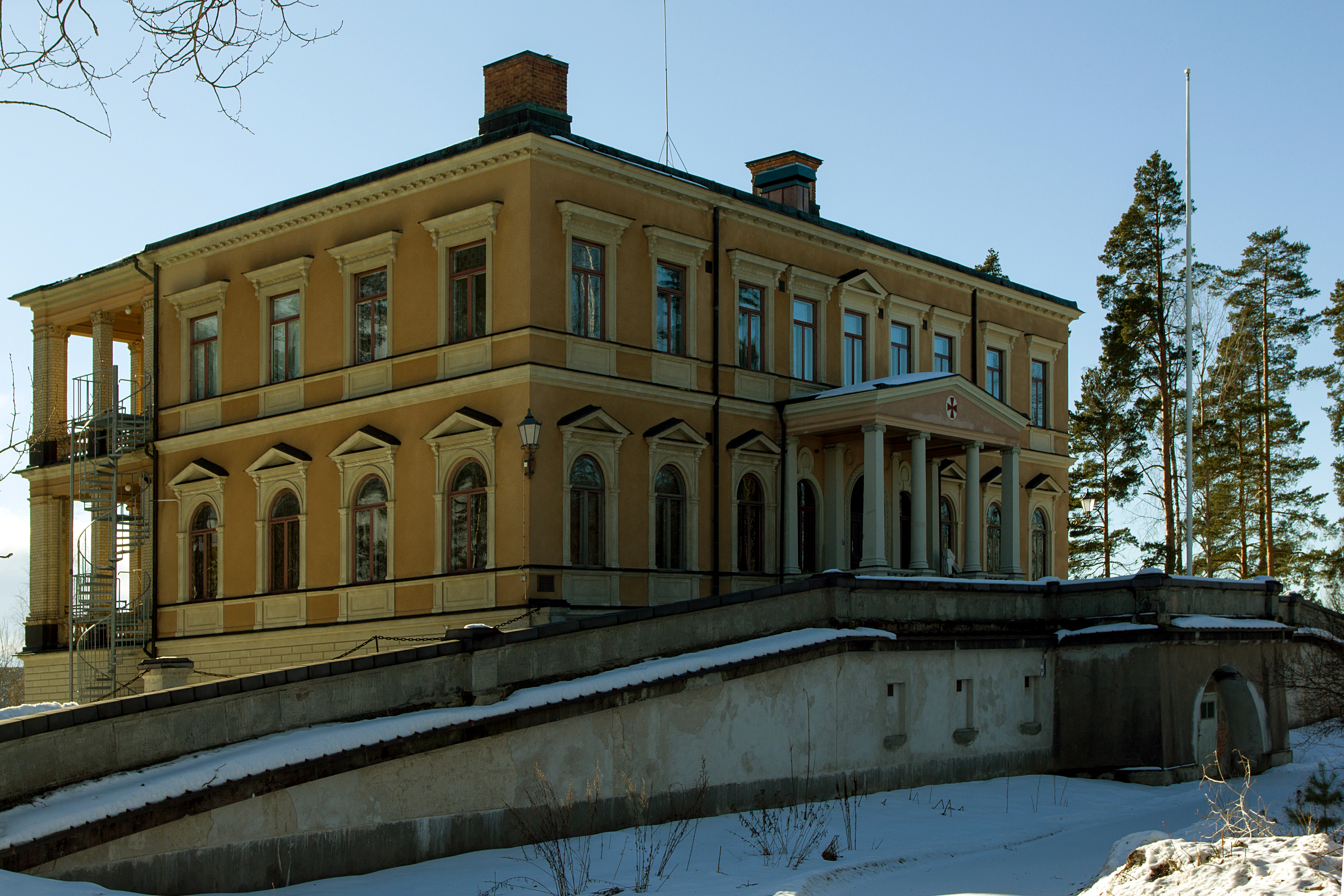
Вилла Берйалид, 1902
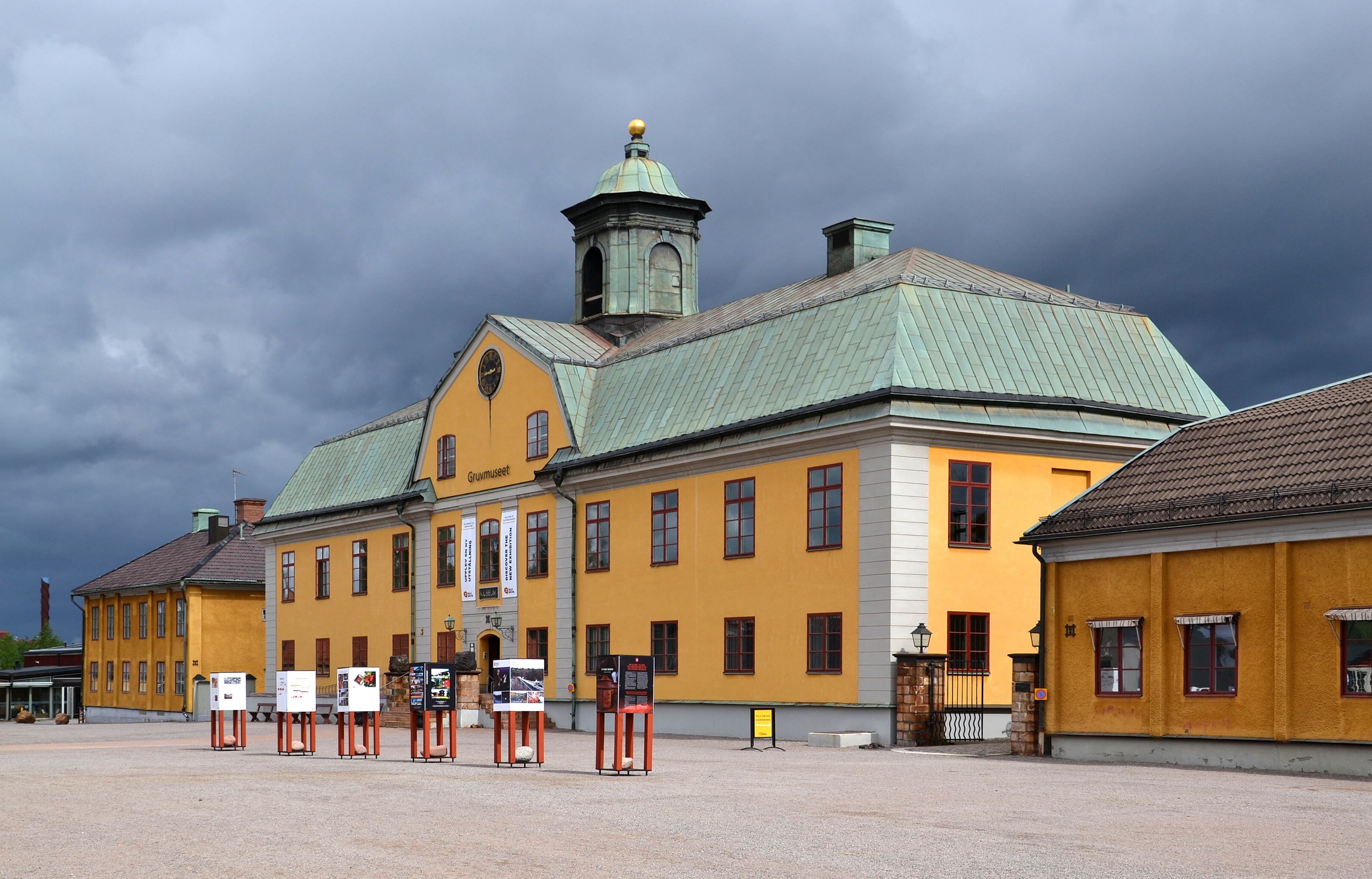
Музей медного рудника
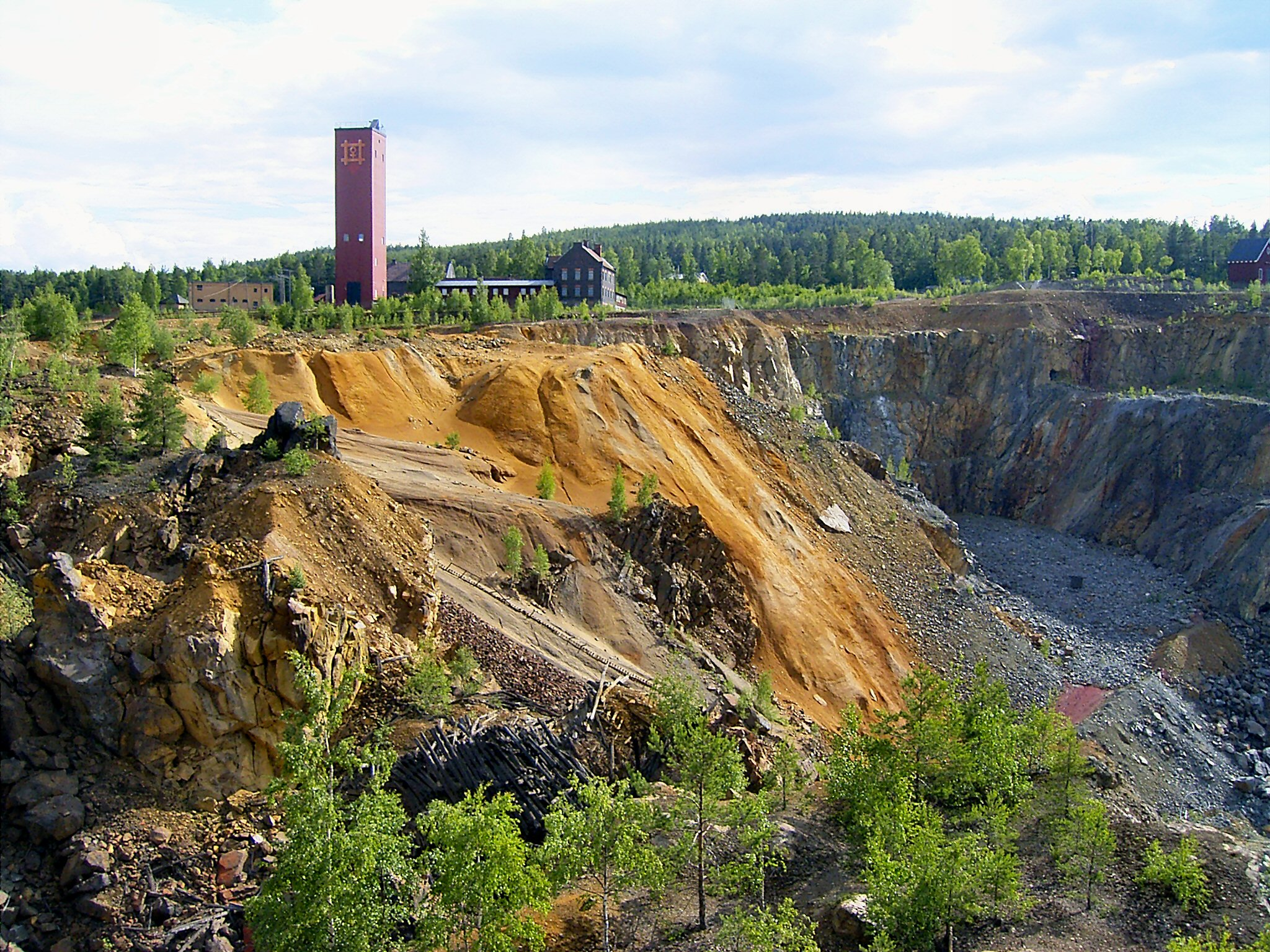
Медный рудник
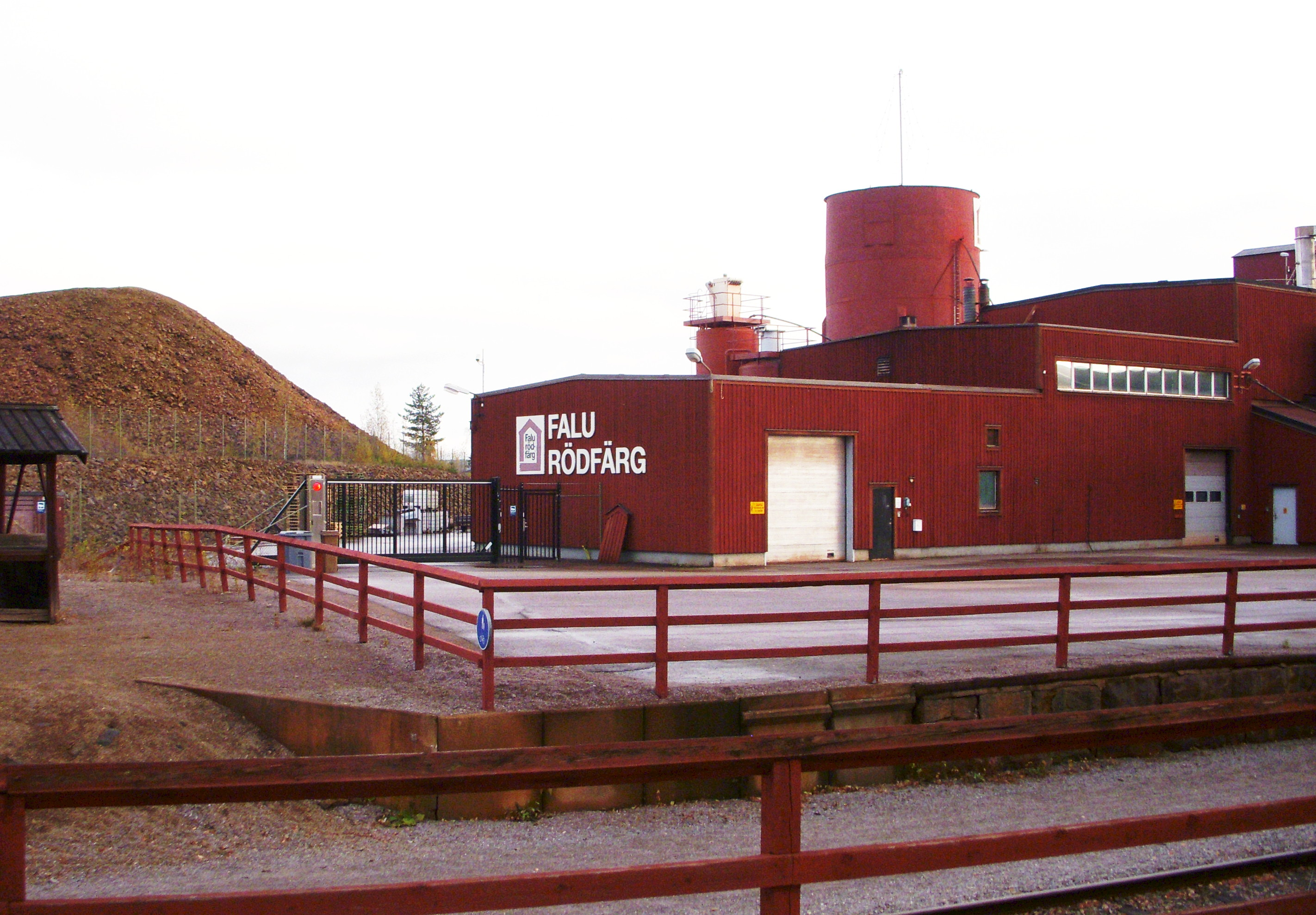
Завод по производству краски Фалу рёдфэрй
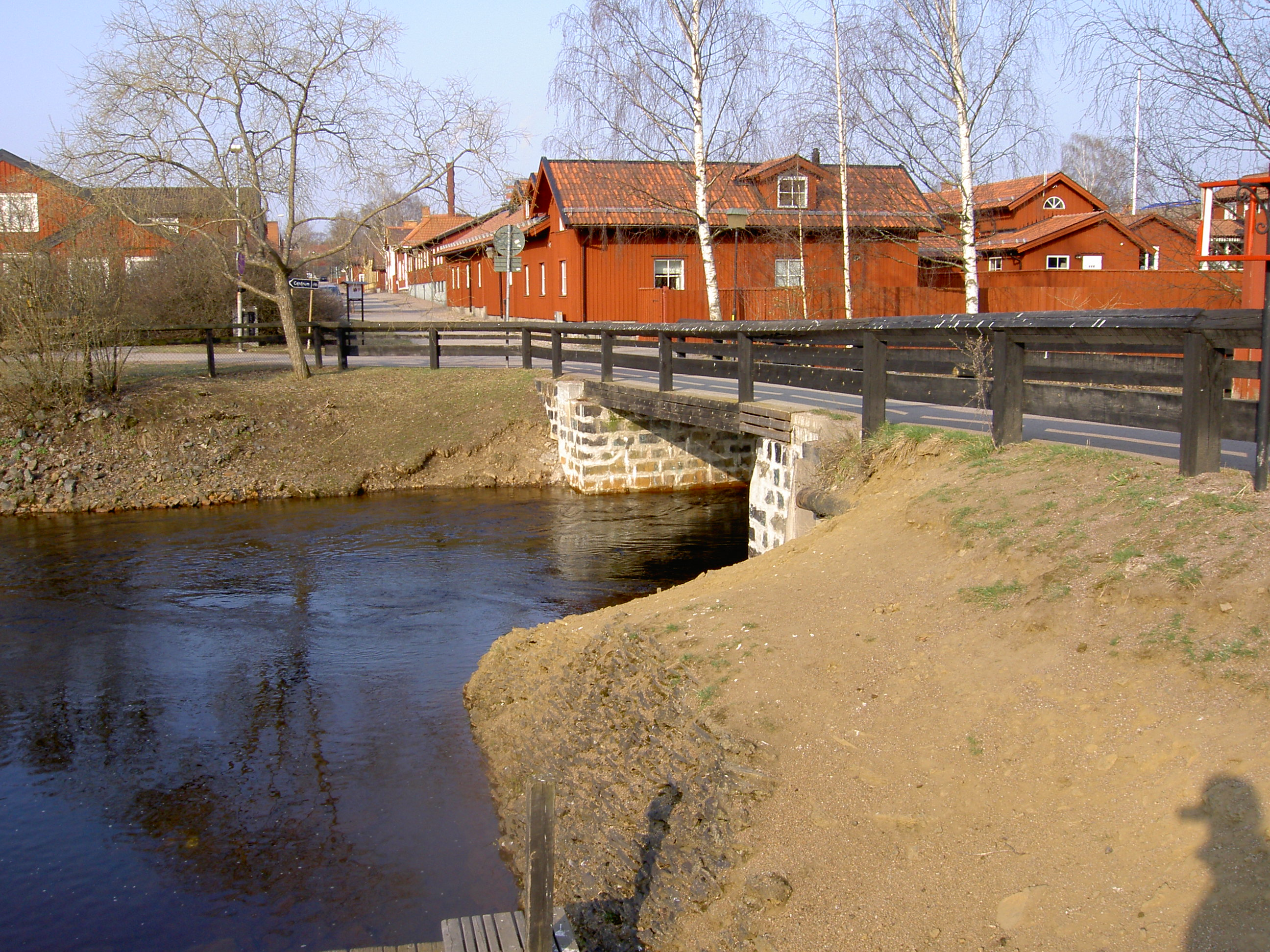
Дома в Фалуне, выкрашенные Фалу рёдфэрй
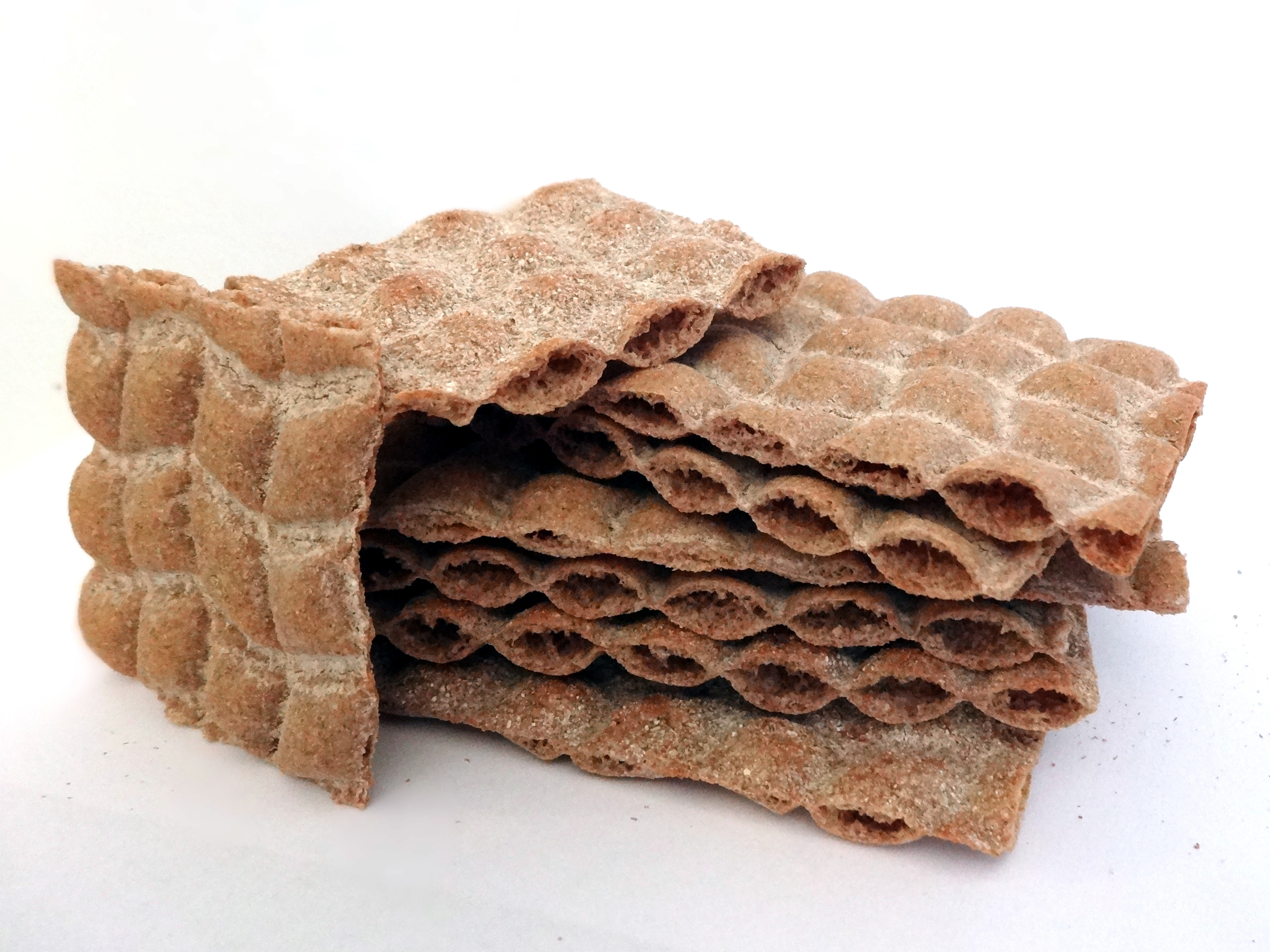
Ржаной хлеб Фалу рог-рут
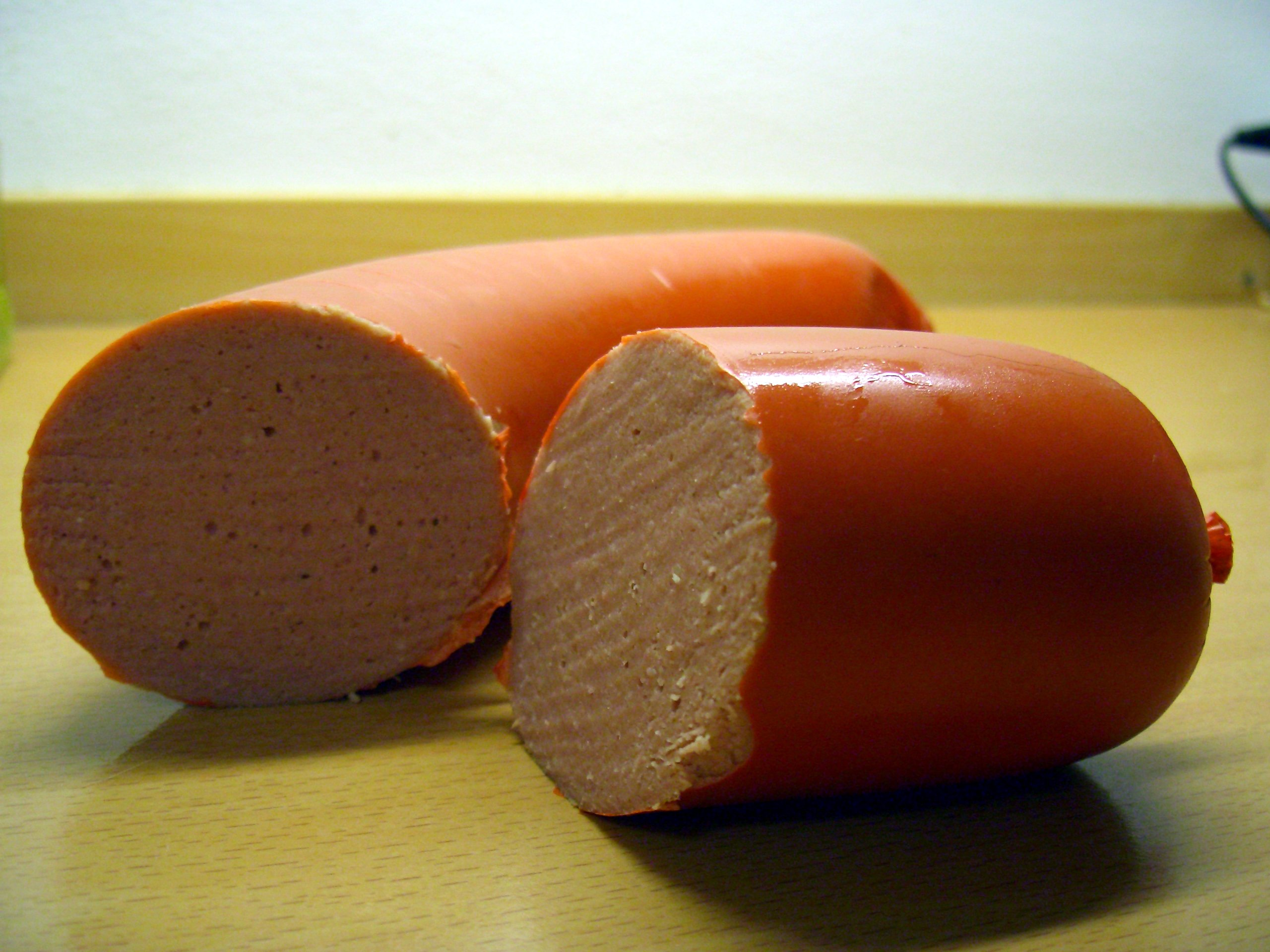
Колбаса Фалукорв
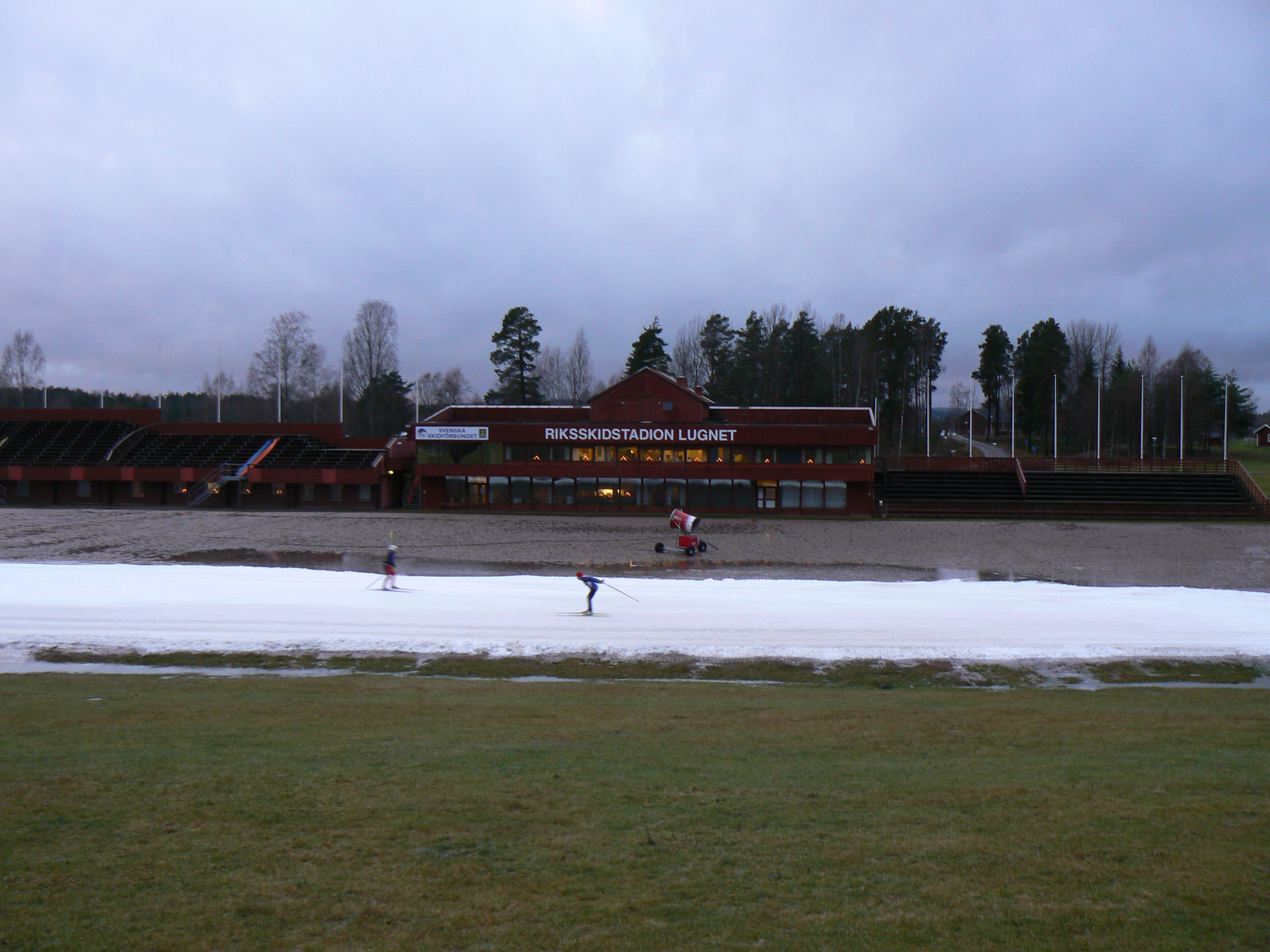
Спортивный комплекс «Лугнет»
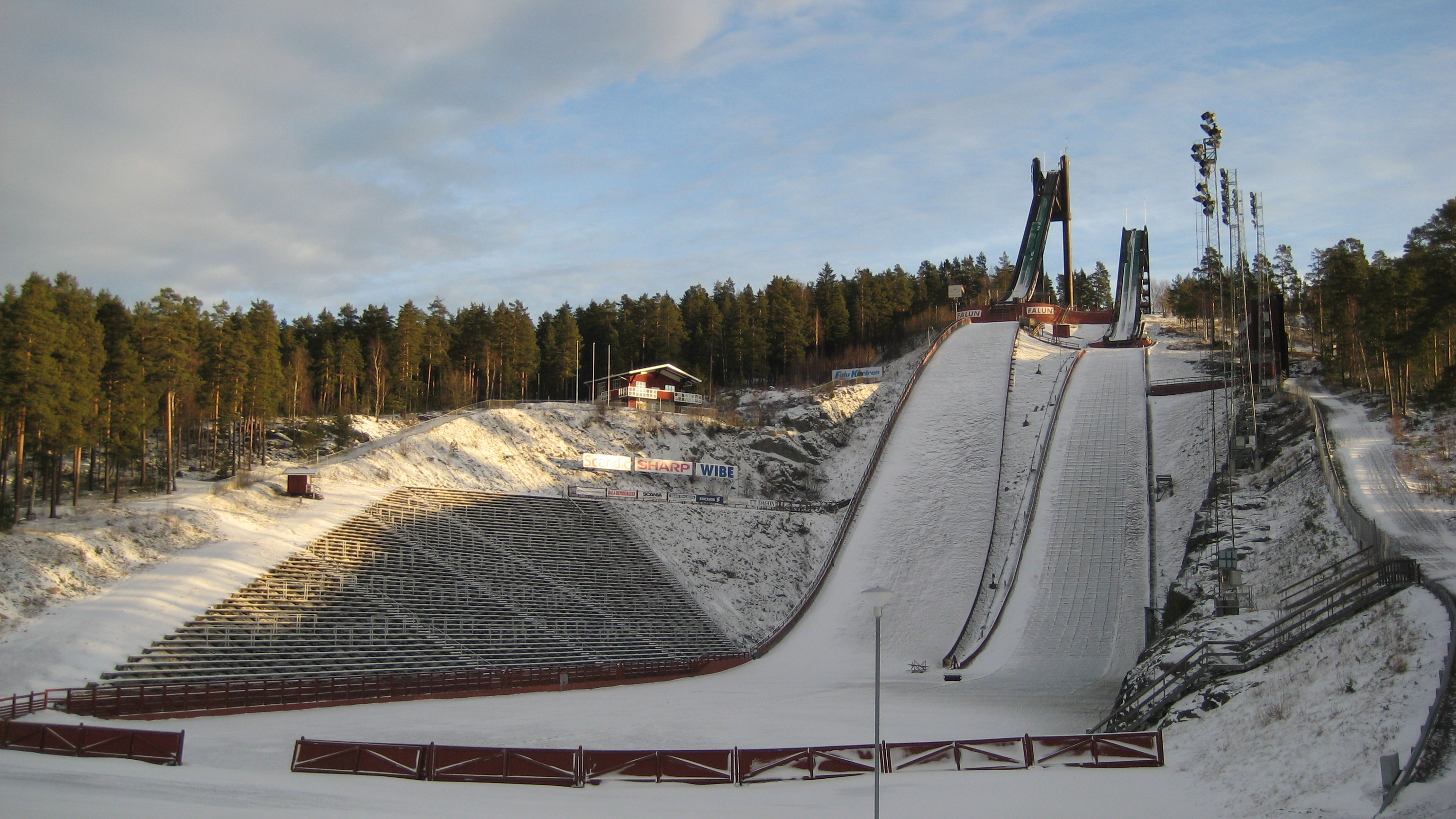
Трамплины в «Лугнете»
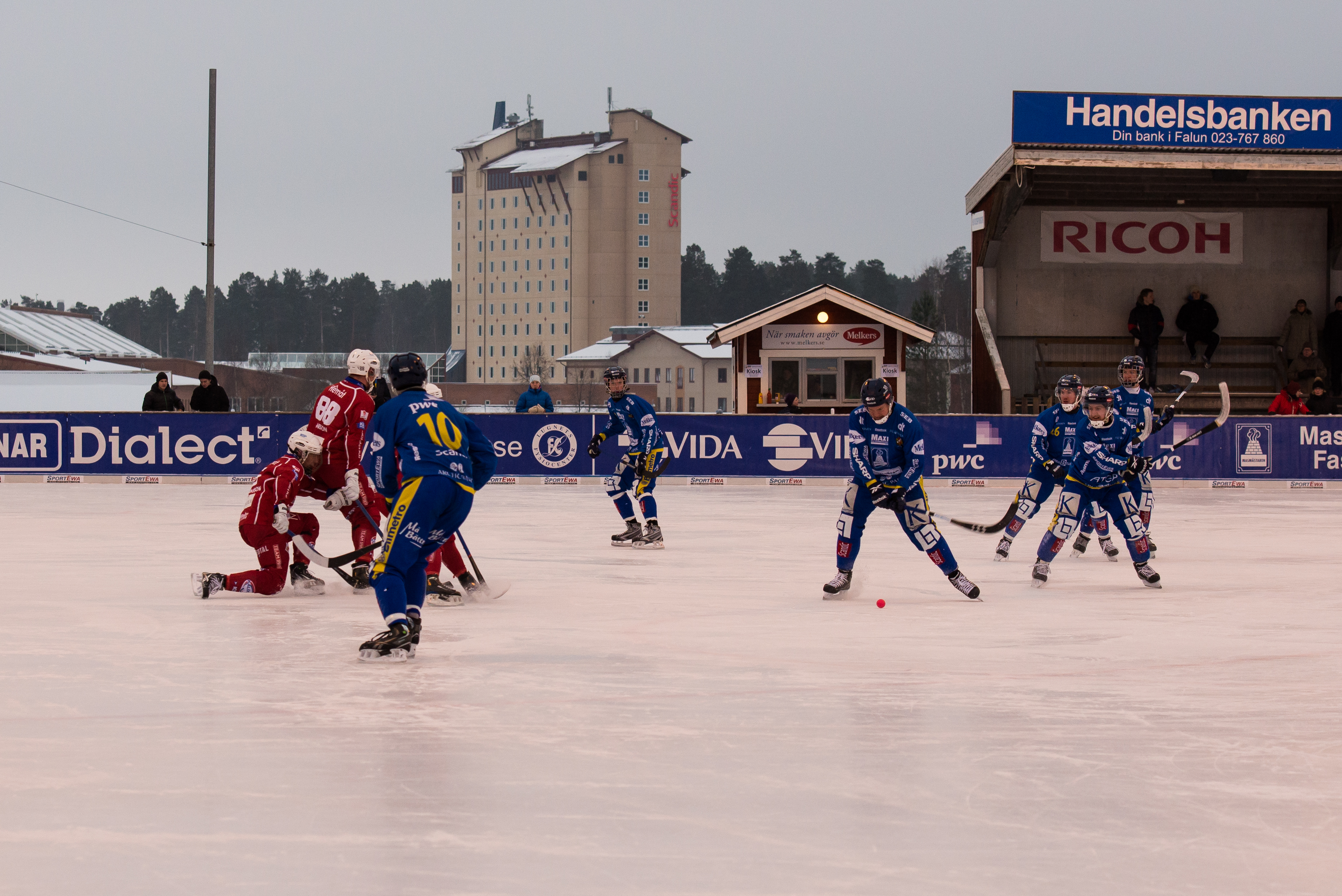
«Фалу БС» команда по хоккею с мячом («Лугнет Исстадион»)
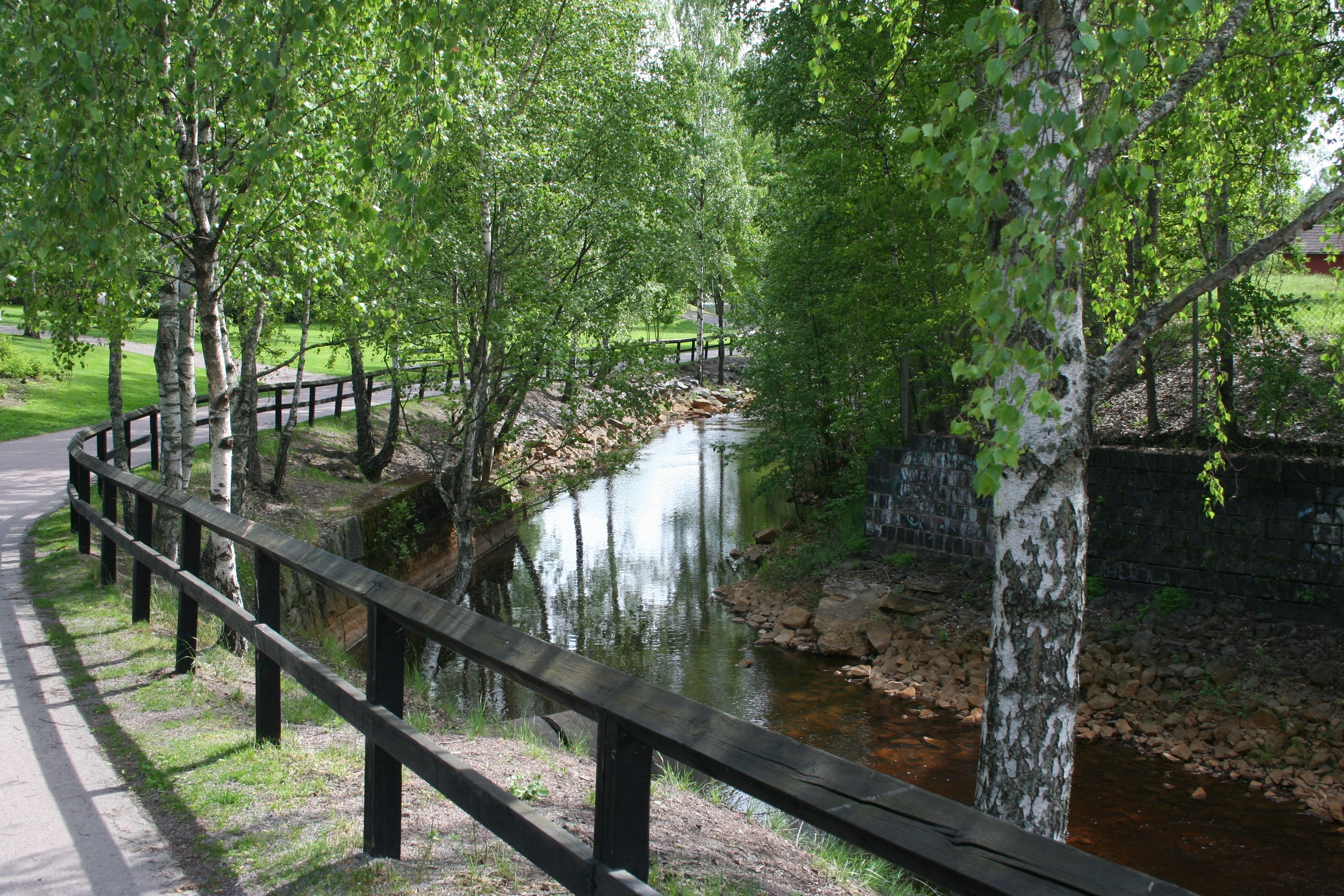
Река Фалюон
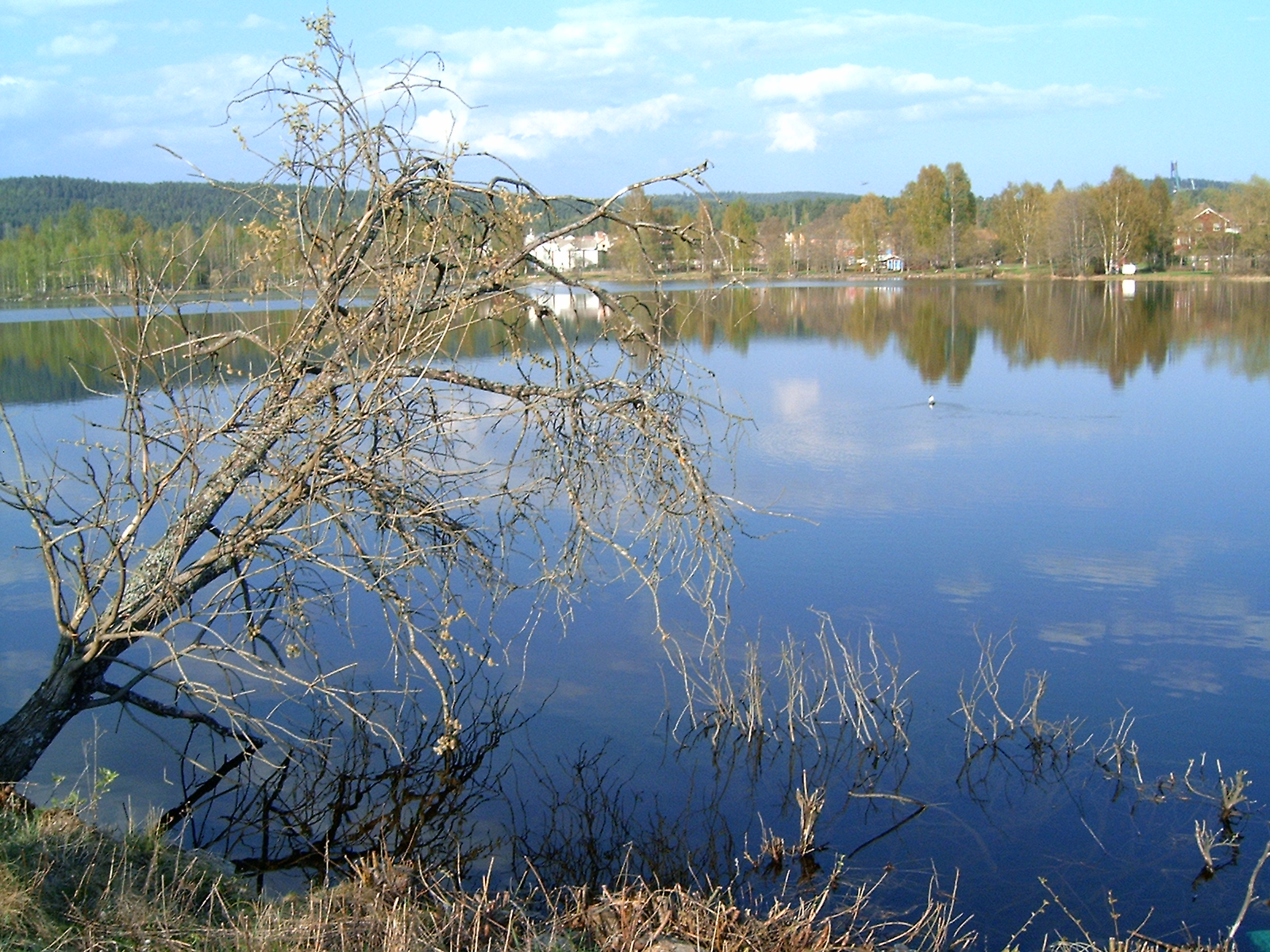
Озеро Эстанфош